# 1977 في سوريا
فيما يلي قوائم الأحداث التي وقعت خلال عام 1977 في سوريا.

## أحداث
- 1 يناير – الانتخابات التشريعية في سوريا 1977

## أفلام
من الأفلام التي صدرت هذه السنة في سوريا:
- 1 يناير – الأحمر والأبيض والأسود من إخراج بشير صافية.

## مواليد

### يناير
- 1 يناير – أبو محمد العدناني ناطق رسمي سوري.
- 1 يناير – عدنان أبو أمجد
- 1 يناير – غسان إبراهيم
- 15 يناير – ديانا الجيرودي مخرجة أفلام سورية.
- 20 يناير – سيد بيازيد لاعب كرة قدم سوري.

### مارس
- 8 مارس – عمر خليل لاعب كرة قدم فلسطيني.

### أبريل
- 29 أبريل – رزان زيتونة

### يوليو
- 21 يوليو – قباد طالباني سياسي سوري.
- 22 يوليو – سلاف فواخرجي ممثلة سورية.

### سبتمبر
- 3 سبتمبر – إبراهيم قاشوش

### أكتوبر
- 19 أكتوبر – نادر جوخدار لاعب كرة قدم سوري.

### ديسمبر
- 16 ديسمبر – عروة نيربية منتج أفلام سوري.

## وفيات

### يناير
- 1 يناير – هيام نويلاتي (مواليد 1932) شاعرة وأديبة سورية.